# Dupe od mramora
Dupe od mramora (en serbio cirílico: Дупе од мрамора, en inglés Marble Ass) es una película de 1995 del cineasta serbio Želimir Žilnik rodada durante la Guerra de los Balcanes. Narra la vida de la comunidad LGBT en la antigua Yugoslavia, siendo la primera película serbia en incluir un personaje transgénero.
Se proyectó en el Festival de Cine de Berlín en 1995 y ganó un premio Teddy como mejor largometraje. Se proyectó en muchos festivales de todo el mundo, además de Berlín, fue incluida en el Festival de Cine de Toronto, Montreal, San Francisco y Moscú. Para celebrar el 30 aniversario de los premios Teddy, la película fue seleccionada para ser proyectada en el 66º Festival Internacional de Cine de Berlín en febrero de 2016.